# Zond 1
Zond 1 (ryska: Зонд-1) var en sovjetisk rymdsond i Zondprogrammet. Rymdsonden sköts upp den 2 april 1964, med en R-7 Semjorka raket. Under färden mot Venus förlorade man radio kontakten med moderfarkosten. Men fram till den 14 maj 1964 fick man data från landaren. Den 14 juli missade rymdsonden Venus med 100 000 km.

### Fotnoter
1. ↑  ”NASA Space Science Data Coordinated Archive” (på engelska). NASA. https://nssdc.gsfc.nasa.gov/nmc/spacecraft/display.action?id=1964-016D. Läst 28 mars 2020.